# Gouvernement de Vologda
1796–1929
Entités suivantes :
- Kraï du Nord

Le gouvernement de Vologda (en russe : Вологодская губерния) est une division administrative de l’Empire russe, puis de la R.S.F.S.R., située dans le nord de la Russie d’Europe avec pour capitale la ville de Vologda. Créé en 1796 le gouvernement exista jusqu’en 1929.

## Géographie
Le gouvernement de Vologda était bordé par les gouvernements d’Arkhangelsk, Tobolsk, Perm, Viatka, Kostroma, Iaroslavl, Novgorod et Olonets.
Le territoire du gouvernement de Vologda se trouve de nos jours partagé entre l’oblast de Vologda, les oblasts d’Arkhangelsk, Kirov, Kostroma et la république des Komis.

## Histoire
En 1780 la province (namestnitchestvo) de Vologda est formée à partir de trois provinces (provintsia) du gouvernement d'Arkhangelsk (provinces de Vologda, Arkhangelsk et Veliki Oustioug). En 1784 la province (namestnitchestvo) d’Arkhangelsk est séparée de celle de Vologda. En 1796, dans le cadre de la réforme administrative, est créé le gouvernement de Vologda. Le 14 janvier 1929 le gouvernement est intégré au nouveau kraï du nord et cesse d’exister.

## Subdivisions administratives
Au début du XXe siècle le gouvernement de Vologda était divisé en dix ouïezds : Velsk, Vologda, Griazovets, Kadnikov, Nikolsk, Solvytchegodsk, Totma, Oust-Syssolsk, Veliki Oustioug et Iarensk.

## Population
En 1897 la population du gouvernement était de 1 341 785 habitants, dont 91,2 % russes et 8,6 % de Komis.